# 米兰·瓦茨拉维克
米兰·瓦茨拉维克（捷克語：Milán Václavík，1928年3月31日—2007年1月2日），捷克斯洛伐克共产党领导人之一，捷克斯洛伐克国防部部长。

## 获奖
- 胜利的二月勋章（1987年12月28日）[2]
- 红星勋章（1974年）
- 劳动勋章（1978年3月14日）[3]